# Liste der Ständeräte des Kantons Thurgau
Diese Liste zeigt alle Mitglieder des Ständerates aus dem Kanton Thurgau seit der Gründung des Bundesstaates im Jahr 1848 bis heute.

## Ständeräte
| Name                      | Partei/Fraktion                | Amtszeit       | Geboren | Gestorben |
| ------------------------- | ------------------------------ | -------------- | ------- | --------- |
| Alexander Otto Aepli      | FDP                            | 1919–1921      | 1870    | 1921      |
| Jakob Albrecht            | Liberale                       | 1851–1855      | 1805    | 1855      |
| Johannes Altwegg          | Liberale                       | 1880–1888      | 1847    | 1888      |
| Paul Altwegg              | FDP                            | 1935–1951      | 1884    | 1952      |
| Johann Ulrich Baumann     | DP                             | 1889–1890      | 1851    | 1904      |
| Albert Böhi               | FDP                            | 1910–1935      | 1862    | 1945      |
| Hermann Bürgi             | SVP                            | 1999–2011      | 1946    |           |
| Adolf Deucher junior      | FDP                            | 1908–1910      | 1861    | 1910      |
| Roland Eberle             | SVP                            | 2011–2019      | 1953    |           |
| Brigitte Häberli-Koller   | CVP (bis 2020) Mitte (ab 2021) | 2011–          | 1958    |           |
| Eduard Häberlin           | Liberale                       | 1851 1857–1869 | 1820    | 1884      |
| Heinrich Herzog           | SVP                            | 1963–1979      | 1906    | 1995      |
| Rudolf Huber              | FDP                            | 1921–1928      | 1867    | 1928      |
| Johann Karl Kappeler      | Liberale                       | 1848–1881      | 1816    | 1888      |
| Johannes Keller           | Liberale                       | 1850–1851      | 1802    | 1877      |
| Johann Conrad Kern        | Liberale                       | 1855–1857      | 1808    | 1888      |
| Johann Georg Leumann      | FDP                            | 1890–1918      | 1842    | 1918      |
| Franco Matossi            | SVP                            | 1979–1987      | 1919    | 2012      |
| Heinz Moll                | FDP                            | 1983–1987      | 1928    | 2008      |
| Jakob Müller              | FDP                            | 1951–1967      | 1895    | 1967      |
| Hans Munz                 | FDP                            | 1967–1983      | 1916    | 2013      |
| Paul Nagel                | DP                             | 1869–1880      | 1831    | 1880      |
| Thomas Onken              | SP                             | 1987–1999      | 1941    | 2000      |
| Eduard Pfister            | BGB                            | 1935–1939      | 1873    | 1953      |
| Jakob Albert Scherb       | DP/FDP                         | 1881–1908      | 1839    | 1908      |
| Anton Schmid              | BGB                            | 1928–1935      | 1878    | 1950      |
| Philipp Stähelin          | CVP                            | 1999–2011      | 1944    |           |
| Jakob Stark               | SVP                            | 2019–          | 1958    |           |
| Johann Baptist von Streng | Liberale                       | 1848–1850      | 1808    | 1883      |
| Hans Uhlmann              | SVP                            | 1987–1999      | 1933    |           |
| Erich Ullmann             | BGB                            | 1939–1963      | 1892    | 1965      |

## Parteiabkürzungen
- BGB: Bauern-, Gewerbe- und Bürgerpartei
- CVP: Christlichdemokratische Volkspartei
- DP: Demokratische Partei
- FDP: Freisinnig-Demokratische Partei, seit 2009 FDP.Die Liberalen
- Mitte: Die Mitte
- SP: Sozialdemokratische Partei der Schweiz
- SVP: Schweizerische Volkspartei

## Quelle
- Datenbank aller Ratsmitglieder